# Albánia a 2006. évi téli olimpiai játékokon
Albánia az olaszországi Torinóban megrendezett 2006. évi téli olimpiai játékok egyik részt vevő nemzete volt. Az országot az olimpián 1 sportágban 1 sportoló képviselte, aki érmet nem szerzett.

## Alpesisí
Férfi
| Versenyző  | Versenyszám            | 1. futam      | 1. futam      | 2. futam | 2. futam | Összesítés | Összesítés |
| Versenyző  | Versenyszám            | Idő           | Hely.         | Idő      | Hely.    | Idő        | Helyezés   |
| ---------- | ---------------------- | ------------- | ------------- | -------- | -------- | ---------- | ---------- |
| Erjon Tola | Műlesiklás             | nem ért célba | nem ért célba | kiesett  | kiesett  | kiesett    | kiesett    |
| Erjon Tola | Óriás-műlesiklás       | 1:30,87       | 39.           | 1:32,02  | 38.      | 3:02,89    | 35.        |
| Erjon Tola | Szuperóriás-műlesiklás |               |               |          |          | 1:44,27    | 56.        |